# Großer Preis von Australien 2010
Der Große Preis von Australien 2010 (offiziell 2010 Formula 1 Qantas Australian Grand Prix) fand am 28. März auf dem Albert Park Circuit in Melbourne statt und war das zweite Rennen der Formel-1-Weltmeisterschaft 2010.

## Berichte

### Hintergrund
Nach dem Großen Preis von Bahrain führte Fernando Alonso in der Fahrerwertung mit sieben Punkten vor Felipe Massa und mit zehn Punkten vor Lewis Hamilton. In der Konstrukteurswertung führte Ferrari mit 22 Punkten vor McLaren-Mercedes und mit 25 Punkten vor Mercedes.
Qantas kehrte als Titelsponsor des Großen Preises von Australien zurück, nachdem man diese Position schon von 1997 bis 2001 ausgeübt hatte.
In den letzten vier Jahren gewann der Sieger des Großen Preises von Australien auch den Weltmeistertitel.
Der Große Preis von Australien wurde 2010 zum 15. Mal auf dem Albert Park Circuit ausgetragen.
Mit Michael Schumacher (viermal), Alonso, Hamilton und Jenson Button (jeweils einmal) traten vier ehemalige Sieger zu diesem Grand Prix an.

### Training
Im ersten freien Training erzielte Robert Kubica die schnellste Runde vor Nico Rosberg und Button. Force-India-Testfahrer Paul di Resta startete in diesem Training mit dem Rennwagen von Adrian Sutil und nahm erstmals an einem Rennwochenende teil.
Das zweite freie Training fand unter wechselnden Bedingungen statt. In der Mitte des Trainings war die Strecke nach einem Regenschauer nass, jedoch war die Strecke zum Anfang und Ende in einem trockenen Zustand. Hamilton setzte sich an die Spitze des Feldes. Auf Platz zwei und drei folgten Button und Mark Webber.
Im dritten freien Training am Samstag war Lokalmatador Webber am schnellsten. Alonso wurde Zweiter, Schumacher Dritter.

### Qualifying
Das Qualifying bestand aus drei Teilen mit einer Nettolaufzeit von 45 Minuten. Im ersten Qualifying-Segment (Q1) hatten die Fahrer 18 Minuten Zeit, um sich für das Rennen zu qualifizieren. Die besten 17 Fahrer erreichten den nächsten Teil. Sebastian Vettel fuhr die schnellste Runde. Die HRT-, Virgin-, Lotus-Piloten und Witali Petrow schieden aus.
Auch im zweiten Segment der Qualifikation (Q2) setzte sich Vettel an die Spitze des Feldes. Die Toro-Rosso- und Sauber-Piloten sowie Nico Hülkenberg, Vitantonio Liuzzi und Hamilton schieden aus.
Wie in den beiden ersten Abschnitten war Vettel auch im finalen Abschnitt (Q3) der Schnellste und sicherte sich seine siebte Pole-Position und seine zweite der Saison vor seinem Teamkollegen Webber und Alonso.

### Rennen

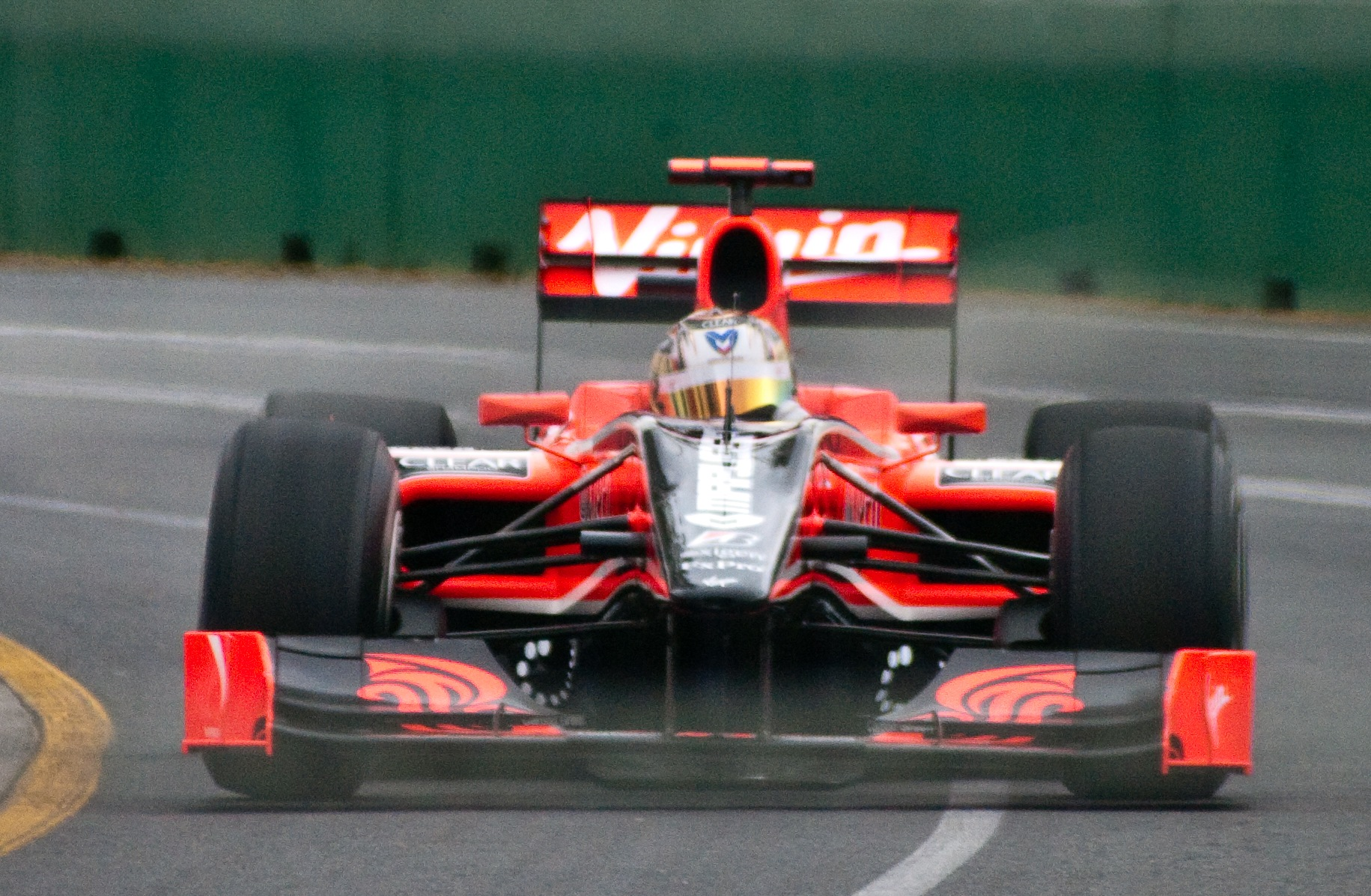
Timo Glock fiel erneut aus

Vor dem Rennen hatte es geregnet, wodurch die Strecke nass war. Die Virgin-Piloten hatten ihr Auto umgebaut und mussten daher aus der Boxengasse starten. Jarno Trulli trat nicht zum Grand Prix an, weil Lotus einen Hydraulikschaden nicht rechtzeitig reparieren konnte. Wegen der nassen Strecke entschieden sich alle Fahrer mit Intermediate-Reifen zu starten.
Nachdem Alonso schlecht gestartet war, berührte Button den Ferrari in der ersten Kurve. Darauf drehte sich Alonsos Rennwagen und traf dabei Schumacher. Alle drei Piloten waren in der Lage das Rennen fortzuführen, jedoch fiel Alonso ans Ende des Feldes zurück, und Schumacher belegte, nachdem er seinen Frontflügel gewechselt hatte, den letzten Platz. In der ersten Runde versagte die Aufhängung des Frontflügels an Kamui Kobayashis BMW Sauber. Das Fahrzeug ließ sich daraufhin nicht mehr kontrollieren und Kobayashi fuhr zunächst in die Streckenbegrenzung und kollidierte anschließend mit Sébastien Buemi und Hülkenberg. Alle drei Piloten blieben unverletzt, das Rennen war für sie allerdings beendet. Zur Bergung der Rennwagen kam das Safety-Car auf die Strecke.
Während die Anfangsphase für Alonso nicht optimal verlief, hatte sein Teamkollege Massa einen guten Start und belegte den zweiten Platz hinter Vettel. Ebenfalls gut gestartet waren die Renault-Piloten, von denen Kubica den vierten und Petrow den zehnten Platz belegte. Außerdem hatte sich Hamilton von dem elften auf den siebten Platz verbessert. HRT-Pilot Bruno Senna hatte auch einen guten Start und belegte den 14. Platz, jedoch musste er sein Rennen mit einem technischen Problem bereits in der vierten Runde aufgeben.
In der Runde nach dem Restart kam es zu einigen Überholmanövern. Webber überholte Massa und belegte den zweiten Platz und Hamilton zu an seinem Teamkollegen Button vorbei. Anschließend entschied sich Button in die Boxengasse zu fahren und auf Trockenreifen zu wechseln. Nachdem er anfangs Probleme mit der nassen Strecke hatte und einmal in die Auslaufzone gerutscht war, entschieden sich zwei Runden später die meisten Piloten ebenfalls zu einem Wechsel auf Trockenreifen. Einzig die Red-Bull-Piloten und Sutil blieben auf der Strecke. Eine Runde später entschied sich auch der Führende Vettel an die Box zu gehen und Webber übernahm die Führung von seinem Teamkollegen. In der zehnten Runde schied Petrow nach einem Fahrfehler aus und eine Runde später musste Sutil sein Rennen mit einem technischen Defekt beenden. Als letzter Pilot kam Webber in der elften Runde, und somit zwei Runden nach Vettel, an die Box. Der Deutsche übernahm wieder die Führung. Gewinner der Boxenstopps war eindeutig Button, der hinter Vettel den zweiten Platz belegte. Webber hingegen zählte zu den Verlierern und fiel auf Platz sechs zurück.

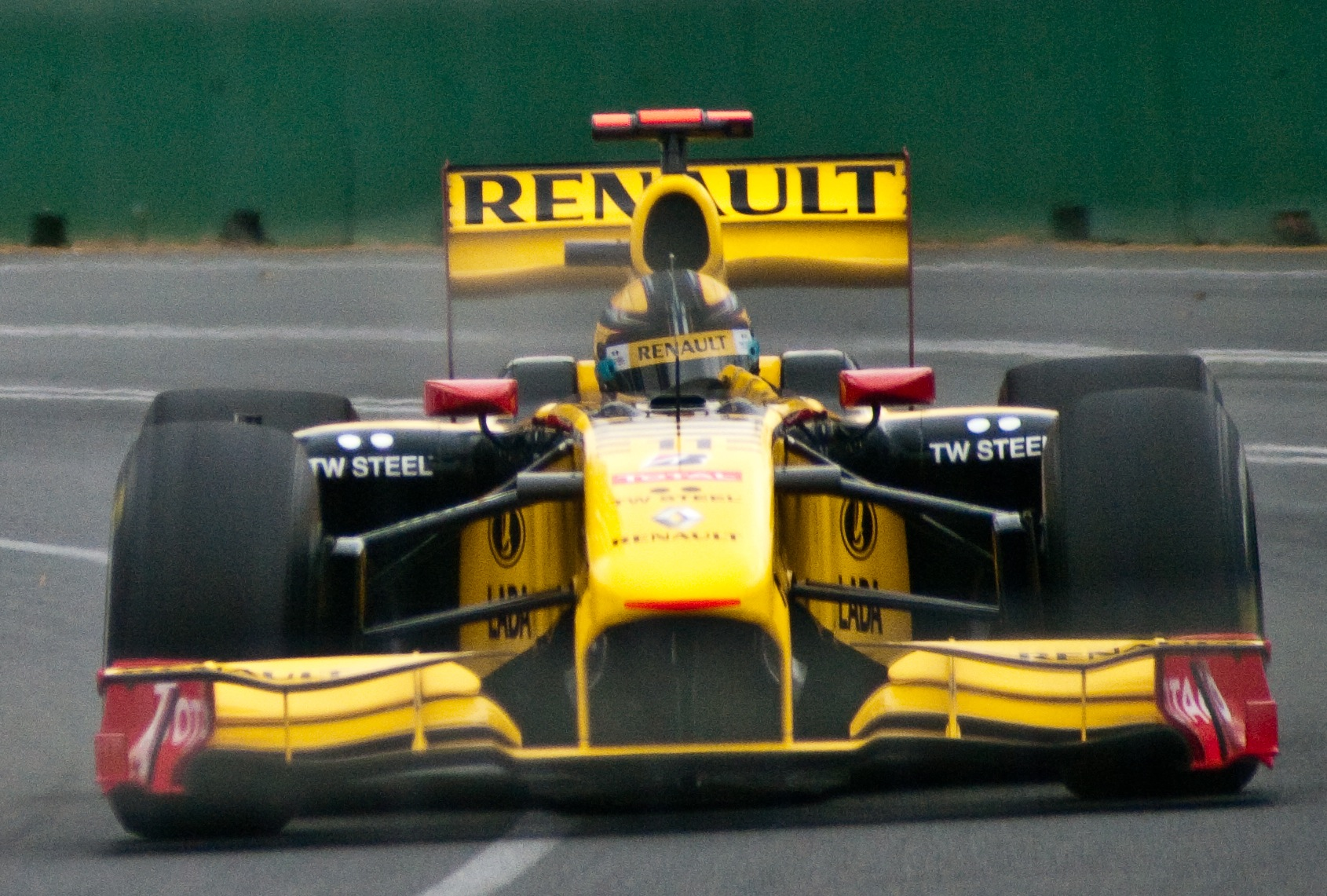
Robert Kubica fuhr überraschend auf den zweiten Platz

Alonso und Schumacher konnten im hinteren Feld einige Piloten überholen und so belegte Alonso in der 14. Runde bereits den achten Platz. Schumacher war in dieser Runde hinter Jaime Alguersuari auf Platz 13. In der 16. Runde zog Webber an Massa vorbei und auch Hamilton konnte den Brasilianer überholen. Allerdings berührten sich Webber und Hamilton in der nächsten Kurve und Massa überholte beide zurück. Webber fiel darauf hinter Alonso auf den achten Platz zurück. An der Spitze setzte sich Vettel Runde um Runde von Button ab. Kubica und Rosberg, die die Plätze hinter dem Führungsduo belegten, konnten den beiden jedoch nicht folgen.
In der 22. Runde verloren beide Ferrari-Piloten eine Position. Massa wurde endgültig von Hamilton überholt und Webber zog wieder an Alonso vorbei. Hamilton verkürzte anschließend den Rückstand auf Rosberg und überholte den Deutschen in der 26. Runde vor Kurve 11. Rosberg versuchte einen Gegenangriff und war auf der Geraden vor der Ascari bereits neben dem McLaren-Piloten. Allerdings musste er das Überholmanöver abbrechen, da vor der Ascari gelbe Flaggen geschwenkt wurden. Auslöser für die gelben Flaggen war der Führende Vettel, der ins Kiesbett gerutscht war. Während man im Laufe des Rennens von einem Bremsschaden ausging, stellte man nachher fest, dass eine lose Radmutter für den Ausfall Vettels verantwortlich war. Anschließend übernahm Button die Führung vor Kubica und Hamilton. In der 28. Runde wurde Massa auch von Webber überholt. Anschließend versuchte Alonso an Massa vorbeizugehen, jedoch gelang es dem Brasilianer seinen Teamkollegen hinter sich zu halten. Weiter vorne hatte Hamilton den Rückstand auf Kubica aufgeholt, überholen konnte er ihn aber nicht.
In der Zwischenzeit war Schumacher an Alguersuari vorbeigezogen. Jedoch fiel er, nachdem beide zum zweiten Mal an der Box gewesen waren, wieder hinter den Spanier zurück. In der Spitzengruppe war Webber der erste, der seinen zweiten Stopp absolvierte und es gelang ihm den eine Runde später stoppenden Rosberg zu überholen. Nachdem Hamilton nach seinem Stopp zurück auf die Strecke gefahren war, zog Webber auch an dem McLaren-Piloten vorbei. Dabei verpasste er die Ideallinie und Hamilton überholte den Australier zurück. Nach diesen Stopps führte Button das Rennen vor Kubica, Massa und Alonso an. Die vier Piloten entschieden sich gegen einen zweiten Stopp und somit mussten die drei Piloten, die an der Box gewesen waren, den Rückstand erst einmal wieder aufholen.
Für Virgin war das Rennen nach 44 Runden beendet, als Timo Glock mit einem Aufhängungsschaden ausschied. Lucas di Grassi war bereits vorher ausgeschieden, kehrte jedoch für ein paar Runden auf die Strecke zurück. Nach insgesamt 26 gefahrenen Runden musste er seinen Boliden mit einem Hydraulikschaden endgültig abstellen.

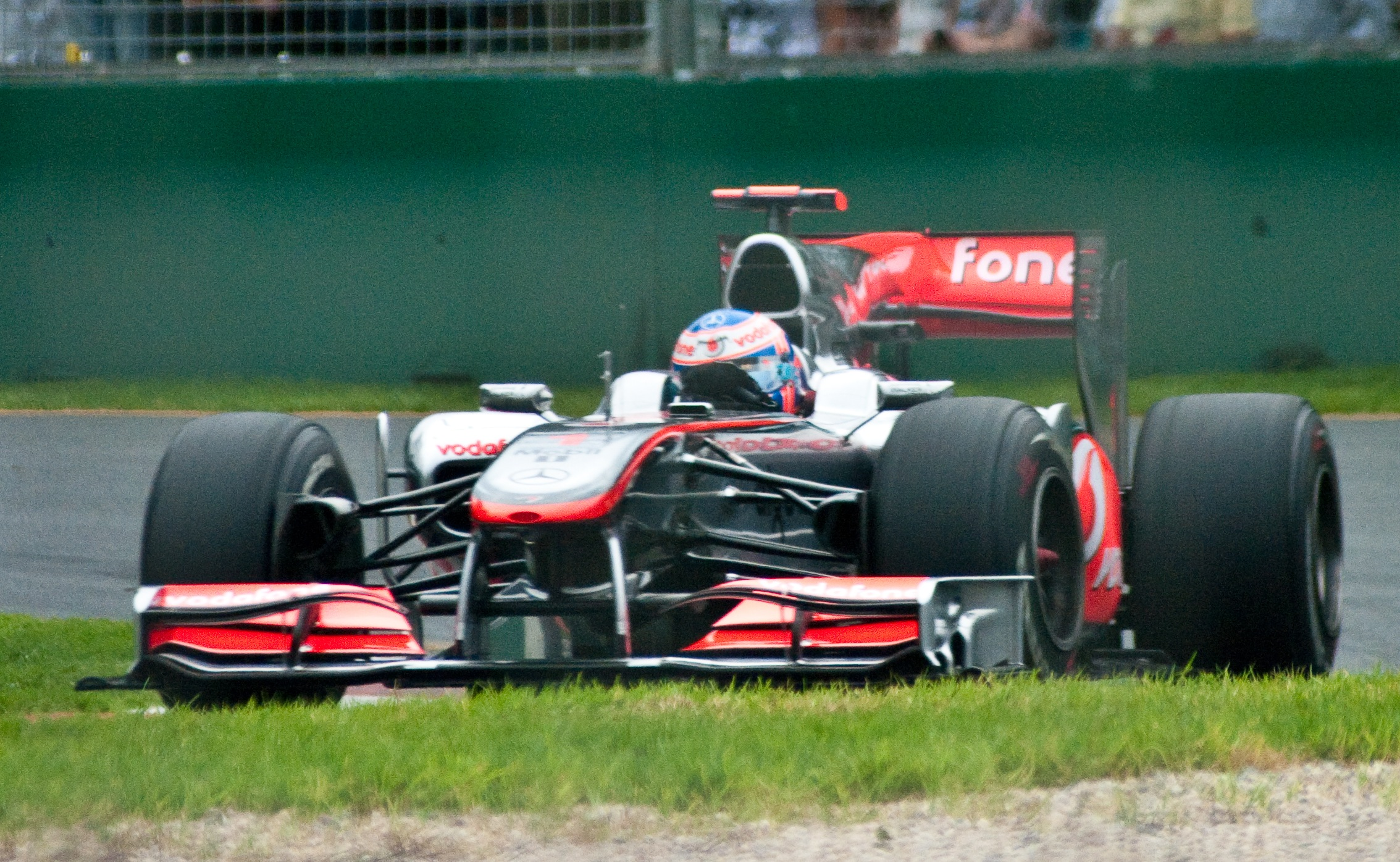
Jenson Button siegte erstmals für McLaren-Mercedes

Hamilton, Webber und Rosberg nutzten den Vorteil ihrer neuen Reifen und schlossen auf die Ferrari-Piloten auf. Allerdings hatte Hamilton zunächst keine Chance an Alonso vorbeizugehen. Im hinteren Teil des Feldes kam es allerdings zu einem Überholmanöver als Rubens Barrichello an Pedro de la Rosa vorbeizog und auf Platz neun vorfuhr. Hinter de la Rosa lagen Alguersuari und Schumacher. Drei Runden vor Schluss gelang es Schumacher an Alguersuari vorbeizugehen und er machte Druck auf de la Rosa. Weiter vorne beschwerte sich Hamilton über Boxenfunk bei seinem Team darüber, dass er einen zweiten Stopp absolviert hatte. Anschließend versuchte er vor der Ascari ein Überholmanöver gegen Alonso, jedoch scheiterte er dabei und kollidierte mit Webber, der spät gebremst hatte. Während Hamilton nur Rosberg vorbeiziehen lassen musste, fiel Webber, der seinen Frontflügel wechseln musste, weiter zurück. Kurz vor Rennende ging Schumacher an de la Rosa vorbei und sicherte sich damit noch einen Punkt.
Schließlich gewann Button, wie im Vorjahr, den Großen Preis von Australien. Es war sein erster Sieg für McLaren-Mercedes und der erste seit dem Großen Preis der Türkei 2009, außerdem sein achter Sieg in der Formel-1-Weltmeisterschaft insgesamt. Die weiteren Podest-Plätze gingen an Kubica, der Zweiter wurde, und Massa. Alonso musste sich nach seiner Aufholjagd mit dem vierten Platz hinter Massa zufriedengeben. Die weiteren Punkte gingen an Rosberg, Hamilton, Liuzzi, Barrichello, Webber und Schumacher.
Alonso behielt die Führung in der Weltmeisterschaft vor Massa. Button verbesserte sich auf Platz drei. Bei den Konstrukteuren behauptete Ferrari die Spitzenposition.

## Meldeliste
| Team                         | Nr. | Fahrer             | Chassis           | Motor                | Reifen |
| ---------------------------- | --- | ------------------ | ----------------- | -------------------- | ------ |
| Vodafone McLaren Mercedes    | 01  | Jenson Button      | McLaren MP4-25    | Mercedes-Benz 2.4 V8 | B      |
| Vodafone McLaren Mercedes    | 02  | Lewis Hamilton     | McLaren MP4-25    | Mercedes-Benz 2.4 V8 | B      |
| Mercedes GP Petronas F1 Team | 03  | Michael Schumacher | Mercedes MGP W01  | Mercedes-Benz 2.4 V8 | B      |
| Mercedes GP Petronas F1 Team | 04  | Nico Rosberg       | Mercedes MGP W01  | Mercedes-Benz 2.4 V8 | B      |
| Red Bull Racing              | 05  | Sebastian Vettel   | Red Bull RB6      | Renault 2.4 V8       | B      |
| Red Bull Racing              | 06  | Mark Webber        | Red Bull RB6      | Renault 2.4 V8       | B      |
| Scuderia Ferrari Marlboro    | 07  | Felipe Massa       | Ferrari F10       | Ferrari 2.4 V8       | B      |
| Scuderia Ferrari Marlboro    | 08  | Fernando Alonso    | Ferrari F10       | Ferrari 2.4 V8       | B      |
| AT&T Williams                | 09  | Rubens Barrichello | Williams FW32     | Cosworth 2.4 V8      | B      |
| AT&T Williams                | 10  | Nico Hülkenberg    | Williams FW32     | Cosworth 2.4 V8      | B      |
| Renault F1 Team              | 11  | Robert Kubica      | Renault R30       | Renault 2.4 V8       | B      |
| Renault F1 Team              | 12  | Witali Petrow      | Renault R30       | Renault 2.4 V8       | B      |
| Force India F1 Team          | 14  | Paul di Resta      | Force India VJM03 | Mercedes-Benz 2.4 V8 | B      |
| Force India F1 Team          | 14  | Adrian Sutil       | Force India VJM03 | Mercedes-Benz 2.4 V8 | B      |
| Force India F1 Team          | 15  | Vitantonio Liuzzi  | Force India VJM03 | Mercedes-Benz 2.4 V8 | B      |
| Scuderia Toro Rosso          | 16  | Sébastien Buemi    | Toro Rosso STR5   | Ferrari 2.4 V8       | B      |
| Scuderia Toro Rosso          | 17  | Jaime Alguersuari  | Toro Rosso STR5   | Ferrari 2.4 V8       | B      |
| Lotus Racing                 | 18  | Jarno Trulli       | Lotus T127        | Cosworth 2.4 V8      | B      |
| Lotus Racing                 | 19  | Heikki Kovalainen  | Lotus T127        | Cosworth 2.4 V8      | B      |
| HRT F1 Team                  | 20  | Karun Chandhok     | HRT F110          | Cosworth 2.4 V8      | B      |
| HRT F1 Team                  | 21  | Bruno Senna        | HRT F110          | Cosworth 2.4 V8      | B      |
| BMW Sauber F1 Team           | 22  | Pedro de la Rosa   | Sauber C29        | Ferrari 2.4 V8       | B      |
| BMW Sauber F1 Team           | 23  | Kamui Kobayashi    | Sauber C29        | Ferrari 2.4 V8       | B      |
| Virgin Racing                | 24  | Timo Glock         | Virgin VR-01      | Cosworth 2.4 V8      | B      |
| Virgin Racing                | 25  | Lucas di Grassi    | Virgin VR-01      | Cosworth 2.4 V8      | B      |

Anmerkungen
1. 1 2  Di Resta fuhr den Force India mit der Nummer 14 im ersten freien Training. Sutil übernahm das Fahrzeug anschließend für das restliche Rennwochenende.

## Klassifikationen

### Qualifying
| Pos. | Fahrer             | Konstrukteur         | Q1       | Q2       | Q3       | Start |
| ---- | ------------------ | -------------------- | -------- | -------- | -------- | ----- |
| 01   | Sebastian Vettel   | Red Bull-Renault     | 1:24,774 | 1:24,096 | 1:23,919 | 01    |
| 02   | Mark Webber        | Red Bull-Renault     | 1:25,286 | 1:24,276 | 1:24,035 | 02    |
| 03   | Fernando Alonso    | Ferrari              | 1:25,082 | 1:24,335 | 1:24,111 | 03    |
| 04   | Jenson Button      | McLaren-Mercedes     | 1:24,897 | 1:24,531 | 1:24,675 | 04    |
| 05   | Felipe Massa       | Ferrari              | 1:25,548 | 1:25,010 | 1:24,837 | 05    |
| 06   | Nico Rosberg       | Mercedes             | 1:24,788 | 1:24,788 | 1:24,884 | 06    |
| 07   | Michael Schumacher | Mercedes             | 1:25,351 | 1:24,871 | 1:24,927 | 07    |
| 08   | Rubens Barrichello | Williams-Cosworth    | 1:25,702 | 1:25,085 | 1:25,217 | 08    |
| 09   | Robert Kubica      | Renault              | 1:25,588 | 1:25,122 | 1:25,372 | 09    |
| 10   | Adrian Sutil       | Force India-Mercedes | 1:25,504 | 1:25,046 | 1:26,036 | 10    |
| 11   | Lewis Hamilton     | McLaren-Mercedes     | 1:25,046 | 1:25,184 | –        | 11    |
| 12   | Sébastien Buemi    | Toro Rosso-Ferrari   | 1:26,061 | 1:25,638 | –        | 12    |
| 13   | Vitantonio Liuzzi  | Force India-Mercedes | 1:26,170 | 1:25,743 | –        | 13    |
| 14   | Pedro de la Rosa   | Sauber-Ferrari       | 1:26,089 | 1:25,747 | –        | 14    |
| 15   | Nico Hülkenberg    | Williams-Cosworth    | 1:25,866 | 1:25,748 | –        | 15    |
| 16   | Kamui Kobayashi    | Sauber-Ferrari       | 1:26,251 | 1:25,777 | –        | 16    |
| 17   | Jaime Alguersuari  | Toro Rosso-Ferrari   | 1:26,095 | 1:26,089 | –        | 17    |
| 18   | Witali Petrow      | Renault              | 1:26,471 | –        | –        | 18    |
| 19   | Heikki Kovalainen  | Lotus-Cosworth       | 1:28,797 | –        | –        | 19    |
| 20   | Jarno Trulli       | Lotus-Cosworth       | 1:29,111 | –        | –        | 20    |
| 21   | Timo Glock         | Virgin-Cosworth      | 1:29,592 | –        | –        | 21    |
| 22   | Lucas di Grassi    | Virgin-Cosworth      | 1:30,185 | –        | –        | 22    |
| 23   | Bruno Senna        | HRT-Cosworth         | 1:30,526 | –        | –        | 23    |
| 24   | Karun Chandhok     | HRT-Cosworth         | 1:30,613 | –        | –        | 24    |

### Rennen
| Pos. | Fahrer             | Konstrukteur         | Runden | Stopps | Zeit        | Start | Schnellste Runde |
| ---- | ------------------ | -------------------- | ------ | ------ | ----------- | ----- | ---------------- |
| 01   | Jenson Button      | McLaren-Mercedes     | 58     | 1      | 1:33:36,531 | 04    | 1:29,291 (52.)   |
| 02   | Robert Kubica      | Renault              | 58     | 1      | + 12,034    | 09    | 1:29,570 (32.)   |
| 03   | Felipe Massa       | Ferrari              | 58     | 1      | + 14,488    | 05    | 1:29,537 (52.)   |
| 04   | Fernando Alonso    | Ferrari              | 58     | 1      | + 16,304    | 03    | 1:29,707 (47.)   |
| 05   | Nico Rosberg       | Mercedes             | 58     | 2      | + 16,683    | 06    | 1:28,489 (53.)   |
| 06   | Lewis Hamilton     | McLaren-Mercedes     | 58     | 2      | + 29,898    | 11    | 1:28,506 (47.)   |
| 07   | Vitantonio Liuzzi  | Force India-Mercedes | 58     | 1      | + 59,847    | 13    | 1:29,685 (55.)   |
| 08   | Rubens Barrichello | Williams-Cosworth    | 58     | 2      | + 1:00,536  | 08    | 1:29,210 (58.)   |
| 09   | Mark Webber        | Red Bull-Renault     | 58     | 3      | + 1:07,319  | 02    | 1:28,358 (47.)   |
| 10   | Michael Schumacher | Mercedes             | 58     | 3      | + 1:09,391  | 07    | 1:29,185 (58.)   |
| 11   | Jaime Alguersuari  | Toro Rosso-Ferrari   | 58     | 2      | + 1:11,301  | 17    | 1:29,713 (49.)   |
| 12   | Pedro de la Rosa   | Sauber-Ferrari       | 58     | 1      | + 1:14,084  | 14    | 1:30,587 (54.)   |
| 13   | Heikki Kovalainen  | Lotus-Cosworth       | 56     | 1      | + 2 Runden  | 19    | 1:33,638 (52.)   |
| 14   | Karun Chandhok     | HRT-Cosworth         | 53     | 2      | + 5 Runden  | 22    | 1:35,045 (48.)   |
| –    | Timo Glock         | Virgin-Cosworth      | 41     | 1      | DNF         | Box   | 1:34,230 (37.)   |
| –    | Lucas di Grassi    | Virgin-Cosworth      | 26     | 2      | DNF         | Box   | 1:36,607 (17.)   |
| –    | Sebastian Vettel   | Red Bull-Renault     | 25     | 1      | DNF         | 01    | 1:31,556 (22.)   |
| –    | Adrian Sutil       | Force India-Mercedes | 9      | 0      | DNF         | 10    | 1:43,223 (06.)   |
| –    | Witali Petrow      | Renault              | 9      | 1      | DNF         | 18    | 1:43,132 (06.)   |
| –    | Bruno Senna        | HRT-Cosworth         | 4      | 0      | DNF         | 21    | 2:27,276 (04.)   |
| –    | Sébastien Buemi    | Toro Rosso-Ferrari   | 0      | 0      | DNF         | 12    | –                |
| –    | Nico Hülkenberg    | Williams-Cosworth    | 0      | 0      | DNF         | 15    | –                |
| –    | Kamui Kobayashi    | Sauber-Ferrari       | 0      | 0      | DNF         | 16    | –                |
| DNS  | Jarno Trulli       | Lotus-Cosworth       | –      | –      | –           | 20    | –                |

Anmerkungen
1. ↑  Trulli konnte aber wegen eines Hydraulikschadens nicht am Rennen teilnehmen.

## WM-Stände nach dem Rennen
Die ersten zehn des Rennens bekamen 25, 18, 15, 12, 10, 8, 6, 4, 2 bzw. 1 Punkt(e).

### Fahrerwertung
| Pos. | Fahrer             | Konstrukteur         | Punkte |
| ---- | ------------------ | -------------------- | ------ |
| 01   | Fernando Alonso    | Ferrari              | 37     |
| 02   | Felipe Massa       | Ferrari              | 33     |
| 03   | Jenson Button      | McLaren-Mercedes     | 31     |
| 04   | Lewis Hamilton     | McLaren-Mercedes     | 23     |
| 05   | Nico Rosberg       | Mercedes             | 20     |
| 06   | Robert Kubica      | Renault              | 18     |
| 07   | Sebastian Vettel   | Red Bull-Renault     | 12     |
| 08   | Michael Schumacher | Mercedes             | 9      |
| 09   | Vitantonio Liuzzi  | Force India-Mercedes | 8      |
| 10   | Mark Webber        | Red Bull-Renault     | 6      |
| 11   | Rubens Barrichello | Williams-Cosworth    | 5      |
| 12   | Jaime Alguersuari  | Toro Rosso-Ferrari   | 0      |

| Pos. | Fahrer            | Konstrukteur         | Punkte |
| ---- | ----------------- | -------------------- | ------ |
| 13   | Adrian Sutil      | Force India-Mercedes | 0      |
| 14   | Pedro de la Rosa  | Sauber-Ferrari       | 0      |
| 15   | Heikki Kovalainen | Lotus-Cosworth       | 0      |
| 16   | Nico Hülkenberg   | Williams-Cosworth    | 0      |
| 17   | Karun Chandhok    | HRT-Cosworth         | 0      |
| 18   | Sébastien Buemi   | Toro Rosso-Ferrari   | 0      |
| 19   | Jarno Trulli      | Lotus-Cosworth       | 0      |
| –    | Timo Glock        | Virgin-Cosworth      | 0      |
| –    | Lucas di Grassi   | Virgin-Cosworth      | 0      |
| –    | Bruno Senna       | HRT-Cosworth         | 0      |
| –    | Witali Petrow     | Renault              | 0      |
| –    | Kamui Kobayashi   | Sauber-Ferrari       | 0      |

### Konstrukteurswertung
| Pos. | Konstrukteur         | Punkte |
| ---- | -------------------- | ------ |
| 01   | Ferrari              | 70     |
| 02   | McLaren-Mercedes     | 54     |
| 03   | Mercedes             | 29     |
| 04   | Renault              | 18     |
| 05   | Red Bull-Renault     | 18     |
| 06   | Force India-Mercedes | 8      |

| Pos. | Konstrukteur       | Punkte |
| ---- | ------------------ | ------ |
| 07   | Williams-Cosworth  | 5      |
| 08   | Toro Rosso-Ferrari | 0      |
| 09   | Sauber-Ferrari     | 0      |
| 10   | Lotus-Cosworth     | 0      |
| 11   | HRT-Cosworth       | 0      |
| –    | Virgin-Cosworth    | 0      |